# 恋なんて、本気でやってどうするの?
『恋なんて、本気でやってどうするの?』（こいなんて、ほんきでやってどうするの?）は、カンテレ制作・フジテレビ系列の「月曜夜10時枠の連続ドラマ」枠で2022年4月18日から6月20日まで放送されたテレビドラマ。主演は本作がプライム帯の連続ドラマ初主演となる広瀬アリス。広瀬と松村北斗は2012年7月期の連続ドラマ「黒の女教師」（TBS系）以来、約9年ぶりに共演を果たした。

## あらすじ
食器ブランド・相良製陶に務める洋食器デザイナー・桜沢純は、若きチーフとして上司からの信頼が厚いが、結婚どころか恋愛への興味は皆無。ある日純は、街中でふと目にとまったフレンチビストロ・サリューにて一人でランチを楽しんでいるところ、ギャルソン・長峰柊磨に興味を持たれてしまう。

## 登場人物

### 主要人物
桜沢純（さくらざわ じゅん）〈27〉
演 - 広瀬アリス（幼少期：米村莉子）
洋食器メーカー「相良製陶」のチーフデザイナー。
長峰柊磨（ながみね しゅうま）
演 - 松村北斗（SixTONES）（幼少期：越山敬達）
フレンチビストロ「サリュー」のギャルソン兼見習い料理人。坂入拓人とは異母兄弟。
清宮響子（きよみや きょうこ）
演 - 西野七瀬
専業主婦。純の高校時代の同級生。
真山アリサ（まやま アリサ）
演 - 飯豊まりえ
純、響子と同じ高校のラクロス部時代からの親友。
内村克巳（うちむら かつみ）
演 - 岡山天音
メガネをかけていて、考えていることが読めない不思議系キャラ。子供の頃は手品師になるのが夢だった。
竹内ひな子
演 - 小野花梨
柊磨にまとわりつく「恋多き女」で純の最大のライバル。
横井(坂入)めぐみ
演 - 安藤ニコ
女子力高めな純の後輩。坂入拓人の妻。
青田課長
演 - 長田成哉
キャラ強めな純の上司。
岡真奈美
演 - 牧野莉佳
イマドキ女子な純の後輩。
木下健吾
演 - 三浦獠太
やや空気の読めない「愛されおバカ」な純の後輩。
大津浩志（おおつ ひろし）
演 - 戸塚純貴
純と同じラクロス部の同期。恋愛に発展する可能性ゼロの「安心安全の大津」。
清宮敏彦
演 - 味方良介
響子に無関心なダメ夫。
田辺良和
演 - アキラ100%
アリサのパパ活の「専属パパ」。
坂入拓人（さかいり たくと）
演 - 古川雄大
純、響子、アリサの高校のラクロス部時代からの先輩。純の人生でたった一人の「推し」。長峰柊磨とは異母兄弟。
横井めぐみの夫。
中川岬希（なかがわ みさき）
演 - 香椎由宇
純が働く洋食器メーカーの元先輩。現在はネイルサロンを経営する。
岩橋要（いわはし かなめ）
演 - 藤木直人
「サリュー」のシェフ。既婚者の響子と恋に落ちてしまう。
長峰真弓（ながみね まゆみ）
演 - 斉藤由貴
柊磨の母で毒母。ギャンブル依存症で施設に入っている。
岡下次郎
演 - 小市慢太郎
柊磨の父。「サリュー」のオーナー。

## スタッフ
- 脚本 - 浅野妙子[1]
- 音楽 - 吉俣良
- 演出 - 宮脇亮、北川瞳[1]
- プロデュース - 米田孝[1]、髙石明彦
- 主題歌 - あいみょん「初恋が泣いている」（unBORDE / ワーナーミュージック・ジャパン）[8]
- 挿入歌 - SixTONES「わたし」（ソニー・ミュージックレーベルズ）[9]
- 方言指導 - 上田ゆう子、今川柊稀
- ネイル指導 - 井上美也
- フードコーディネーター - あまこようこ、瓜生舞子
- 料理指導 - 阿部兼二
- 料理監修 - BISTRO-CONFL.
- 制作協力 - The icon
- 制作著作 - カンテレ

## 放送日程
| 話数                                                                        | 放送日  | サブタイトル                          | 演出   | 視聴率 |
| --------------------------------------------------------------------------- | ------- | ------------------------------------- | ------ | ------ |
| 第1話                                                                       | 4月18日 | 恋に難あり男女6人 本気の恋が始まる!?  | 宮脇亮 | 7.0％  |
| 第2話                                                                       | 4月25日 | 沼男子VS安心安全男子! 三角関係勃発!?  | 宮脇亮 | 6.5%   |
| 第3話                                                                       | 5月02日 | 逃れられない恋                        | 北川瞳 | 5.5%   |
| 第4話                                                                       | 5月09日 | 直接対決!? 初めての三角関係に衝撃結末 | 北川瞳 | 6.0%   |
| 第5話                                                                       | 5月16日 | 禁断の恋に大事件! 親友との絆に亀裂も  | 宮脇亮 | 5.9%   |
| 第6話                                                                       | 5月23日 | 大切な人にピンチ… 明かされた過去      | 宮脇亮 | 6.2%   |
| 第7話                                                                       | 5月30日 | 迫る母の脅威… 閉店危機に一発逆転の策  | 北川瞳 | 5.6%   |
| 第8話                                                                       | 6月06日 | 恋人の母親と衝突! 危機が迫る3つの恋   | 北川瞳 | 5.8%   |
| 第9話                                                                       | 6月13日 | 結末目前! 本気の恋か安心安全かの決断  | 宮脇亮 | 5.9%   |
| 最終話                                                                      | 6月20日 | やっぱり恋はいらない? 本気の恋に決着  | 宮脇亮 | 5.8%   |
| 平均視聴率 6.0%（視聴率はビデオリサーチ調べ、関東地区・世帯・リアルタイム） |         |                                       |        |        |

## チェインストーリー
『恋マジのウラ撮っちゃって、どうするの?』（こいまじのうらとっちゃって、どうするの?）のタイトルで、動画配信サービスGYAO!にて本編終了後に配信される。

### キャスト（チェインストーリー）
- 桜沢純 - 広瀬アリス（#1.5、#4.5、#9.5）
- 清宮響子 - 西野七瀬（#1.5、#4.5、#6.5、#9.5）
- 真山アリサ - 飯豊まりえ（#1.5 - #4.5、#9.5）
- 内村克巳 - 岡山天音（#3.5）
- 坂入めぐみ - 安藤ニコ(#5.5)
- 坂入拓人 - 古川雄大(#5.5)
- 中川岬希 - 香椎由宇（#1.5 - #9.5）
- 木下健吾 - 三浦獠太（#1.5 - #9.5）
- 岩橋要 - 藤木直人(#7.5)
- 青田課長 - 長田成哉(#8.5)
- 岡真奈美 - 牧野莉佳(#8.5)

### スタッフ（チェインストーリー）
- 脚本 - ニシオカ・ト・ニール
- 演出 - 近藤匡
- 音楽 - 吉俣良
- プロデュース - 米田孝、髙石明彦
- 協力プロデュース - 金彩媛
- 制作協力 - The icon
- 制作著作 - カンテレ

### 配信日程（チェインストーリー）
| 各話 | 配信日  |
| ---- | ------- |
| #1.5 | 4月18日 |
| #2.5 | 4月25日 |
| #3.5 | 5月02日 |
| #4.5 | 5月09日 |
| #5.5 | 5月16日 |
| #6.5 | 5月23日 |
| #7.5 | 5月30日 |
| #8.5 | 6月06日 |
| #9.5 | 6月13日 |